# Palingenesi (filosofia)
Il termine palingenesi (dal greco πάλιν-, "di nuovo" e γένεσις, génesis "emergenza, creazione, nascita" ovvero "che nasce di nuovo") si ritrova nella filosofia stoica per indicare la rinascita dell'universo dopo la sua distruzione avvenuta attraverso il fuoco (ekpyrosis).

## Storia
La concezione della palingenesi originava presso gli stoici da quella di apocatastasi indicante la ricostituzione di ogni cosa creata alla fine della storia. Il concetto già usato nella letteratura ellenistica con significati diversi, venne ripreso dallo stoicismo per designare la ciclica "restituzione" o "ristabilimento" del cosmo dopo la sua ricorrente distruzione.
Espressa con termini diversi l'idea di una palingenesi (palinghenesìa) del mondo era presente nel pensiero di Anassimandro, Pitagora, Empedocle e in particolare di Eraclito che nella sua concezione della realtà come eterno divenire introduceva anche quella di una ricorrente rinascita, di un "eterno ritorno" delle cose e della trasmigrazione delle anime ("metempsicosi").
Il Cristianesimo rifiutò sin dall'inizio questa concezione appellandosi ai testi biblici in particolare all'Antico Testamento dove la palingenesi assumeva, nel profeta del Deuteroisaia il significato di un prossimo ritorno degli ebrei esiliati e della ricostruzione di Gerusalemme oppure, come nel Tritoisaia, in una visione più lontana nel tempo, della riedificazione della città santa dove sarebbero affluiti tutti i popoli. In ambedue le visioni era assente l'idea di una ciclicità: la nuova Gerusalemme sarebbe stata quella definitiva.
Nel Nuovo Testamento il significato di palingenesi si ritrova nelle stesse parole di Gesù che preannuncia il rinnovamento portato dall'avvento del Regno di Dio: «Voi che mi avete seguito, nella palingenesi, quando il Figlio dell'uomo siederà sul trono della sua gloria, anche voi siederete su dodici troni»
Per San Paolo l'entrata nel nuovo mondo della palingenesi inizia con il battesimo: «(Cristo) ci ha fatto salvi mediante il lavacro di palingenesi e di rinnovamento dello Spirito Santo» La palingenesi dunque per Paolo è già su questa terra dove il battezzato cristiano si avvia al Regno di Dio.
Nel cristianesimo nell'ambito della visione finalistica del regno di Dio la palingenesi riguarda sia il singolo, rinnovato e fatto cristiano, sia la rinascita che, alla fine dei tempi, si compirà con la parusia, con l'avvento del Cristo nella sua gloria.